# Hippocampus debelius
Hippocampus debelius is een straalvinnige vissensoort uit de familie van de zeenaalden en zeepaardjes (Syngnathidae). De wetenschappelijke naam van de soort is voor het eerst geldig gepubliceerd in 2009 door Gomon & Kuiter.